# ADN-polymérase III
L'ADN-polymérase III, ou pol III, est une ADN-polymérase présente chez les procaryotes et responsable avant tout de la réplication de l'ADN chez ces organismes. Elle ajoute des désoxyribonucléotides en formant de nouvelles paires de bases à raison de 1 000 bp s−1. Son activité polymérase débute après la séparation des brins d'ADN à l'origine de la réplication à la suite de la production d'un amorce d'ARN par une primase, cette amorce est éliminée par l'activité exonucléase 5’ → 3’ de l'ADN polymérase I une fois la réplication terminée.
Découverte en 1970, la pol III est très processive, c'est-à-dire qu'elle ajoute un très grand nombre de désoxyribonucléotides avant de se détacher du brin d'ADN qu'elle réplique. Chez E. coli, elle travaille de manière coordonnée avec quatre autres enzymes : les polymérases pol I, pol II, pol IV et pol V. Elle possède une activité exonucléase 3’ → 5’ lui permettant d'assurer la correction des erreurs de réplication par excision des désoxyribonucléotides incorrects. La pol III fait partie du réplisome, qui se positionne au niveau de la fourche de réplication.
Trois sous-unités constituent l'holoenzyme de l'ADN-polymérase III :
- la sous-unité α (alpha) possède l'activité polymérase 5’ → 3’,
- la sous-unité ε (epsilon) possède l'activité exonucléase 3’ → 5'
- la sous-unité θ (thêta) stimule l'activité de « proofreading » de la précédente.

Cette holoenzyme forme le noyau d'un réplisome constitué en tout de dix protéines :
- deux holoenzymes de polymérase III (voire peut-être trois[2]),
- deux unités β (bêta) agissant comme pince à ADN (clamp),
- deux unités τ (tau) permettant de dimériser l'holoenzyme de polymérase III,
- une unité γ (gamma) dite chargeur de clamp elle-même constituée de trois sous-unités γ proprement dites, une sous-unité δ (delta) et une sous-unité δ’ (delta prime), et enfin
- une unité Χ (Khi) et une unité Ψ (Psi) formant un complexe 1:1 qui se lie à l'unité τ ou à l'unité γ[3].

Pendant la réplication, le complexe γ se place à l'ouverture de la fourche de réplication en contact avec l'hélicase. Il déplace les sous-unités β (appelées aussi clamp bêta) autour de chaque brin d'ADN matrice comme des pinces pour permettre à l'holoenzyme qui lui est liée de glisser sur le brin matrice. De plus, le complexe γ est lié aux deux unités τ elles-mêmes liées aux deux sous-unités α des holoenzymes.